# Empilhadeira

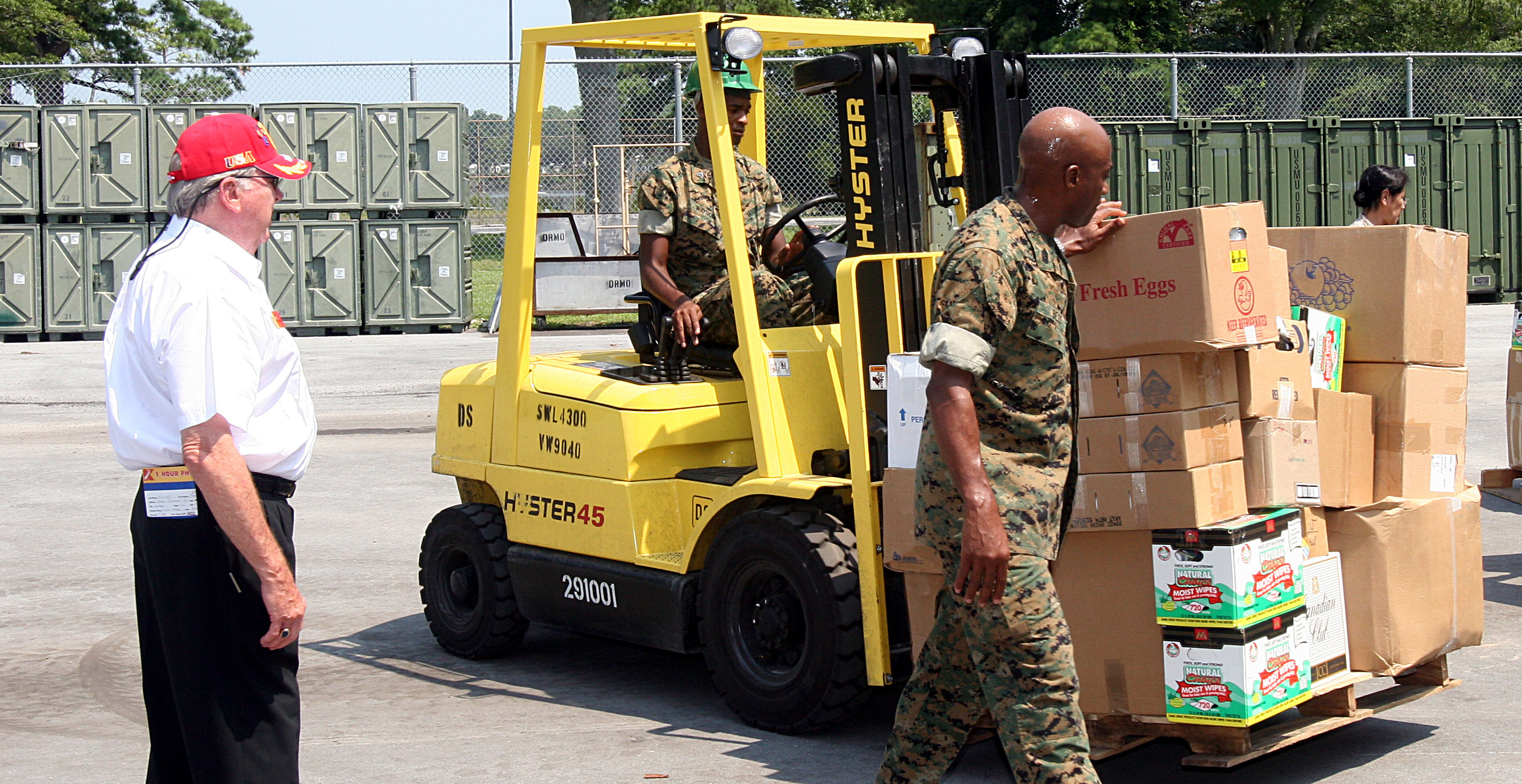
A empilhadeira

Uma empilhadeira (português brasileiro) ou empilhador (português europeu) é uma máquina usada principalmente para carregar e descarregar mercadorias em paletes.

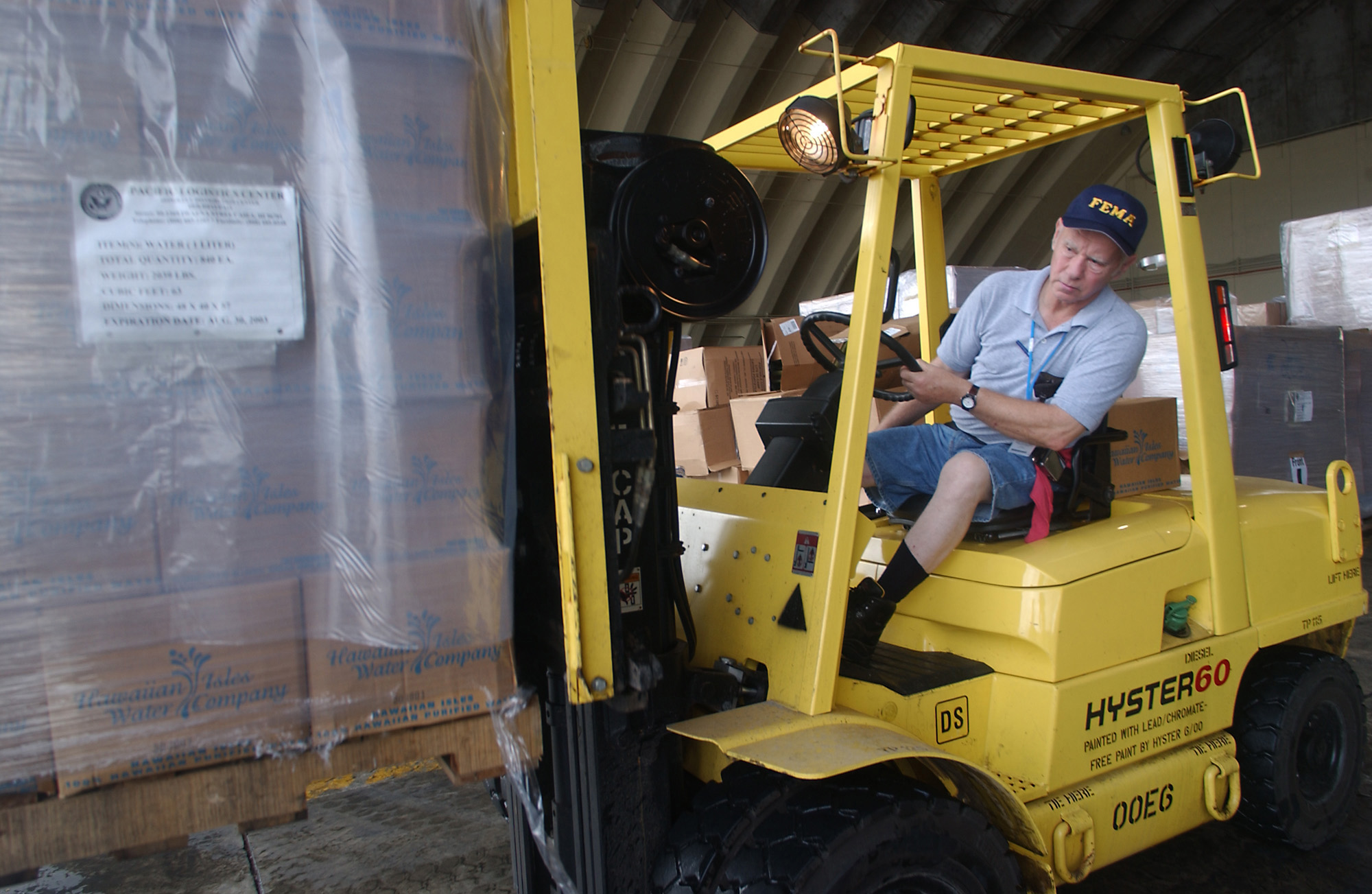
Uma empilhadeira forte

Existem diversos tipos e modelos. Os mais comuns, em galpões fechados e centros de distribuição, são as empilhadeiras de combustão a gás liquefeito (GLP) e elétricas. Possuem capacidade de carga que vão de 1000 kg a 16 000 kg, e de 2 metros até mais de 14 metros.

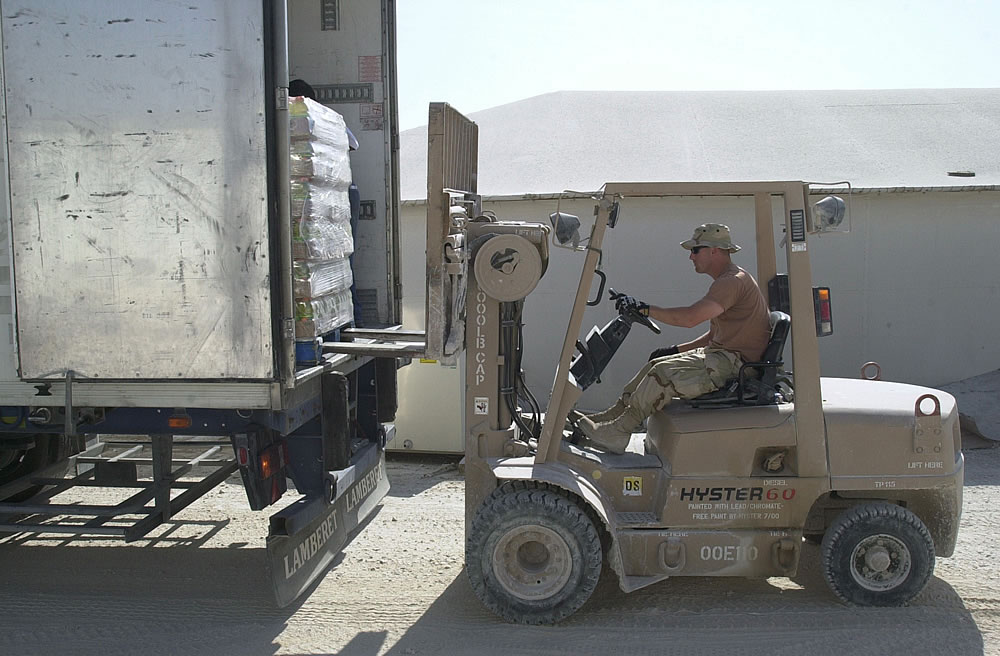
Uma empilhadeira carregando um caminhão.

São disponibilizados também vários acessórios que podem aumentar a capacidade, autonomia e adequação a trabalhos específicos.
Existem diversos tipos e modelos, tais como: elétricas, manuais, combustão e portuárias.

## Tipos de empilhadeira
Podemos separar os diversos tipos de empilhadeiras por classes.
- Classe 1: equipamentos frontais elétricos, similar em formato aos de combustão (classe 5), mas movidos a bateria tracionária;
- Classe 2: linha elétrica de armazém, empilhadeira retrátil, selecionadoras de pedido, equipamentos trilaterais;
- Classe 3: transpaleteiras e equipamentos patolados, conhecido entre os fabricantes como linha Júnior, por suas dimensões;
- Classe 4: motor a combustão com pneus não maciços tipo cushion;
- Classe 5: motor a combustão com pneus de qualquer tipo, ou pneumático;
- Classe 6: rebocadores que são largamente utilizados em aeroportos, campos de golfe e futebol, ou em lugares que exigem transporte de material e pessoas e que comportam a passagem desses veículos pequenos.

### Elétricas
São equipamentos versáteis em função do seu desenho e de suas características operacionais, são próprios para serem operados em lugares fechados, tais como: depósitos, armazéns ou câmaras frigoríficas. Geralmente compactos, para que possam realizar tarefas em corredores estreitos, normalmente possuem uma torre de elevação com grande altura aumentando consideravelmente a capacidade de armazenagem e estocagem em prateleiras.
São movidas a eletricidade, sendo sua principal fonte de energia baterias tracionárias,a maioria das empilhadeira elétricas opera com baterias de 48 volts, operam silenciosamente, fator de grande importância em qualquer ambiente produtivo diminuindo consideravelmente ruídos operacionais. Possuem alto grau de giro possibilitando manobras em seu próprio eixo.

### Manuais
Existe uma variedade muito grande e diferentes tipos de empilhadeiras manuais disponíveis no mercado,  atendendo a diferentes necessidades, sendo que, o grande diferencial deste equipamento é em relação ao operador  que pode operá-lo em pé sobre o equipamento ou caminhando segurando o timão (porta-paletes).

### Combustão
As empilhadeiras a combustão GLP e diesel ou gasolina são utilizadas mais comumente em pátios, docas, portos etc. São mais robustas e possuem capacidades que podem chegar a até 70 toneladas, e altura de elevação até 6,5 metros. Além destas características, são disponibilizados também vários acessórios que podem aumentar a capacidade, autonomia e adequação a trabalhos específicos.

### Portuárias
São equipamentos de grande porte, próprias para a movimentação de contêiner, no carregamento e descarregamento de navios. Usadas principalmente em portos.

## Componentes
Na imagem estão enumerados alguns dos componentes de uma empilhadeira:
1. Polia ou correia
2. Mastro ou torre de elevação
3. Correia de elevação
4. Alavanca de controle do mastro
5. Sistema hidráulico
6. Plataforma de carregamento
7. Garfo ou forquilha
8. Chassi
9. Compartimento motor
10. Teto da cabina

## Profissional
O profissional responsável pela operação de empilhadores é o operador de empilhador. Todas as empresas têm como uma de suas necessidades básicas o transporte e o içamento de cargas. Para desempenhar essas tarefas são necessários profissionais que conheçam e dominem as técnicas relativas a este processo e que trabalhem com o máximo de eficiência e segurança. A movimentação de máquinas e o içamento de cargas não permite erros.
O investimento em treinamento especializado é fator determinante para evitar prejuízos e graves acidentes.

### No Brasil
No Brasil, a profissão é regulamentada pelo Ministério do Trabalho e Emprego e recebe o número 7822-20 na Classificação Brasileira de Ocupações. Os requisitos para o exercício da profissão são o ensino fundamental completo e curso específico, sendo necessária a Carteira Nacional de Habilitação (categoria B ou superior).

## Entrada de sujidade
Os empilhadores podem trazer sujidade e humidade para a área de produção ou armazém a partir do exterior. Uma contra-medida adequada são tapetes de empilhadores que limpam os pneus à medida que estes passam por cima deles.